# Perarrúa
Perarrúa (aragónul Perarruga) település Spanyolországban, Huesca tartományban. Perarrúa Santaliestra y San Quílez, Graus és La Fueva községekkel határos. Lakosainak száma 112 fő (2024).

## Népesség
A település népessége az utóbbi években az alábbiak szerint változott:
| Lakosok száma | 124  | 123  | 110  | 98   | 112  | 113  | 113  | 111  | 107  | 112  |
|               | 2001 | 2004 | 2006 | 2009 | 2011 | 2014 | 2016 | 2019 | 2021 | 2024 |